# Granulazione (processo)
La granulazione è un processo tecnologico nel quale le particelle di una polvere (intesa come materia granulare) vengono fatte aderire le une alle altre per la formazione di particelle con diametro maggiore definite "granuli". Il processo è spesso impiegato in ambito farmaceutico per la preparazione di granulati che saranno destinati all'uso diretto o a successive lavorazioni per la preparazione di altre forme farmaceutiche (come ad esempio capsule o compresse).

## Vantaggi dei granulati
Un granulato rispetto alla polvere da cui deriva presenta una serie di caratteristiche che lo rendono ottimale per determinati tipi di lavorazione. Le maggiori dimensioni delle particelle ne migliorano le proprietà di flusso e di compattabilità e l'aggregazione di una polvere in granuli previene i fenomeni tipici di segregazione e dispersione di polveri fini. Un granulato risulta inoltre meno sensibile alle variazioni di umidità ambientale rispetto ad una polvere, semplificando di conseguenza il trasporto e la conservazione del materiale.
Le motivazioni per le quali è svolta la granulazione sono:
- prevenzione della segregazione
- ⁠migliorare le proprietà di flusso della miscela di polveri[2]
- ⁠migliorare le proprietà di compattazione della miscela di polveri[2]
- ⁠ridurre al minimo l'esposizione a materiali tossici[3]
- ⁠prevenzione dell'agglomerazione mediante granulazione.

## Granulazione a umido
Per definizione un granulato si ottiene sempre a partire da una polvere omogenea iniziale. La polvere, tramite tecniche specifiche e processi eseguiti con opportuni macchinari, verrà lavorata al fine di ottenere un granulato il più possibile omogeneo e con caratteristiche desiderabili. I principali processi della granulazione a umido sono la bagnatura, la granulazione vera e propria e l'essiccamento finale del granulato. Se richiesto il granulato essiccato potrà essere soggetto a vagliatura al fine di ottenere un materiale costituito da particelle appartenenti alla stessa classe dimensionale.

### Bagnatura
Il campione di polvere viene sottoposto a mescolamento con progressiva aggiunta di una soluzione a base di acqua e/o etanolo che può contenere una sostanza granulante o legante (in genere polimeri come PVP, PEG, derivati della cellulosa o sostanze cerose di varia natura) in grado di formare legami interparticellari per la formazione di quello che viene definito "impasto". La quantità di soluzione legante aggiunta all'impasto dovrà essere appena sufficiente a far aderire le particelle di polvere le une alle altre, interponendosi tra di esse formando sottilissimi strati liquidi di adesione immobili (film). Proporzionalmente al grado di umidità dell'impasto si possono identificare quattro stadi di distribuzione del solvente tra le particelle, che sono, in ordine crescente di aggiunta di solvente:
1. stadio pendolare
2. stadio funicolare
3. stadio capillare
4. stadio a goccia.

Il grado di umidità che caratterizza ogni stadio è in funzione della natura della polvere e della soluzione legante, e pertanto difficilmente prevedibile, dal momento che il numero di variabili da considerare è notevole. Lo stadio ottimale per cui si considera conclusa la bagnatura è lo stadio capillare; una bagnatura inferiore non darebbe granuli sufficientemente adesi, mentre una bagnatura eccessiva andrebbe addirittura ad interferire con l'adesione delle particelle, dando anche in questo caso granuli non correttamente adesi. Il grado di umidità ottimale può essere determinato in termini di forza di torsione richiesta da un eventuale macchinario per mescolare l'impasto: al raggiungimento dello stadio capillare il miscelatore farà "più fatica" a mescolare l'impasto, e di conseguenza aumenterà la forza di torsione, mentre nello stadio a goccia, più diluito, il miscelatore farà "meno fatica" e quindi diminuirà nuovamente la forza di torsione.

### Granulazione
Il processo di granulazione (damp screening) viene eseguito direttamente sull'impasto umido e prevede l'ausilio di apparecchiature dette "granulatori". Sfruttando un processo meccanico, il materiale viene ridotto in granuli il più possibile omogenei.

### Essiccamento

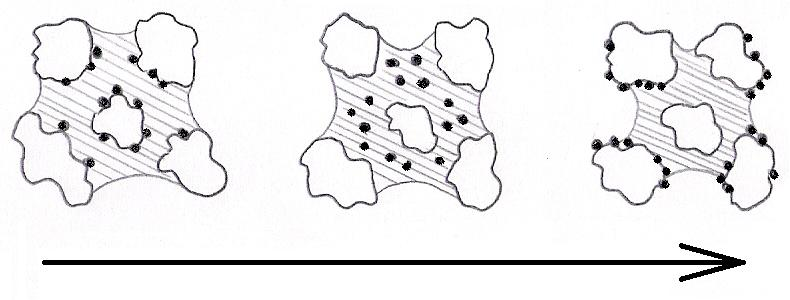
Le sostanze parzialmente solubilizzate nel liquido di granulazione durante l'essiccamento andranno a ridistribuirsi depositandosi sulle parti più supercifiali del granulo.

Nella fase finale il granulato viene fatto essiccare. L'evaporazione dell'umidità residua dai granuli è necessaria per stabilizzare il materiale, rallentandone la degradazione dei costituenti e l'eventuale formazione di muffe e batteri. Comunemente il solvente viene allontanato per applicazione di calore in camere a circolazione d'aria, sotto vuoto o in letto fluido. Durante questo processo è possibile che si verifichi il fenomeno della migrazione dei soluti; ciò avviene nel caso che alcune sostanze presenti all'interno del granulo vengano parzialmente solubilizzate dal solvente di granulazione. Poiché la vaporizzazione è un fenomeno di superficie, durante l'essiccamento il liquido all'interno dei singoli granuli verrà progressivamente "spinto" per capillarità verso l'esterno trascinando con sé le particelle passate in soluzione che si depositeranno in strati più superficiali del granulo, alterandone la composizione interna e rendendolo quindi disomogeneo. Per ovviare a questo fenomeno di disturbo si possono usare degli accorgimenti generali, quali l'impiego della minima quantità necessaria di fluido nella preparazione dell'impasto, l'utilizzo di solventi ad alta viscosità, la velocizzazione del processo di essiccamento, la preparazione di granuli di dimensione ridotta e l'impiego dell'essiccamento sotto vuoto a microonde (che risulta essere il metodo più efficace per ridurre la migrazione).

## Granulazione a secco
Viene anche definita "precompressione" o "compattazione", poiché dopo la miscelazione il prodotto viene compresso in compatti mediante l'utilizzo di compattatori. Il processo industriale prevede la spinta della miscela di polveri, proveniente da un imbuto alimentatore, da parte di un sistema a coclea (vite senza fine), che serve anche per deaerarla. Dalla coclea la polvere è fatta passare attraverso due cilindri che ruotano in senso inverso e che la comprimono, trasformandola in un foglio sottile. I fogli ottenuti vengono poi finemente setacciati e frantumati. Inoltre, per rendere più efficiente il processo di agglomerazione, possono essere aggiunti eccipienti, come per esempio lattosio, saccarosio o polimeri, che svolgono la funzione di leganti a secco.
I legami tra le particelle si formano mediante:
- ponti solidi (dovuti all'effetto delle forze frizionali tra le stesse durante la compressione, responsabili del rammollimento e della parziale fusione della miscela risultante);
- forze attrattive tipo van der Waals (formate per avvicinamento delle superfici delle particelle dovuto alla compattazione stessa).